# Casa Sala (Tarragona)
Casa Sala, o Casa Juan Miret Terrada, és un edifici d'habitatges del municipi de Tarragona protegit com a bé cultural d'interès local. Edifici amb tres façanes (una dona a la Rambla Nova, l'altra al carrer d'Adrià i l'altra al carrer d'Armanyà) i una paret mitgera. Destaca com a element fonamental del tipus d'edificació de mitjans del segle xix l'extens jardí amb clara correspondència amb la casa del costat (Rambla Nova, 38). La Casa Miret fou construïda sota la direcció de l'arquitecte Francesc Barba i Masip el 1859.

## Descripció
Edifici de quatre plantes d'alçada que fa cantonada entre el carrer Adrià i la Rambla Nova.
Aparentment simètric a tota la façana, la seva composició sembla molt equilibrada. La casa manca, pràcticament, d'ornamentació -fora d'un gran arc de mig punt a la porta d'accés de grans dimensions, puix abraça les dues plates primeres-.
A la primera planta l'edifici té pedra a la seva façana, mentre que a la resta només les obertures estan emmarcades per aquest material. Les baranes d'aquestes són de forja.
El capdamunt el tenim balustrat.
Té una estructura general de pati central.
L'interès de la construcció rau en la decoració dels esgrafiats, el tipus de barana, les mènsules dels balcons, la disposició acadèmica dels buits i en la disposició harmònica amb la resta d'alçats de la Rambla Nova, sobretot amb núm. 38.
Amb l'alçat principal i en la manera de situar l'ornamentació de la façana, així com en les mides de les obertures es busca establir una ordenació jeràrquica de la construcció. Destaca la planta noble amb balconada seguida. Hi ha un particular interès per ordenar la façana en tres cossos: el central més ample. Destaquen els esgrafiats amb formes geomètriques situades a banda i banda dels cossos laterals. Horitzontalment una cornisa divideix els baixos i l'entresòl de la resta dels pisos. A la part superior es troba una cornisa coronada per balustres ceràmics i a la zona central una cartel·la. A la façana lateral destaca la distribució dels balcons i de les finestres.

## Història
El 1942 començà la construcció d'un xalet interior, segons projecte de l'arquitecte Antoni Batlle i Punyet, essent Josep Maria Monravà i López, el director de l'obra i Enric Gómez de Membrillera i Barrié el seu aparellador.